# Литургические чулки

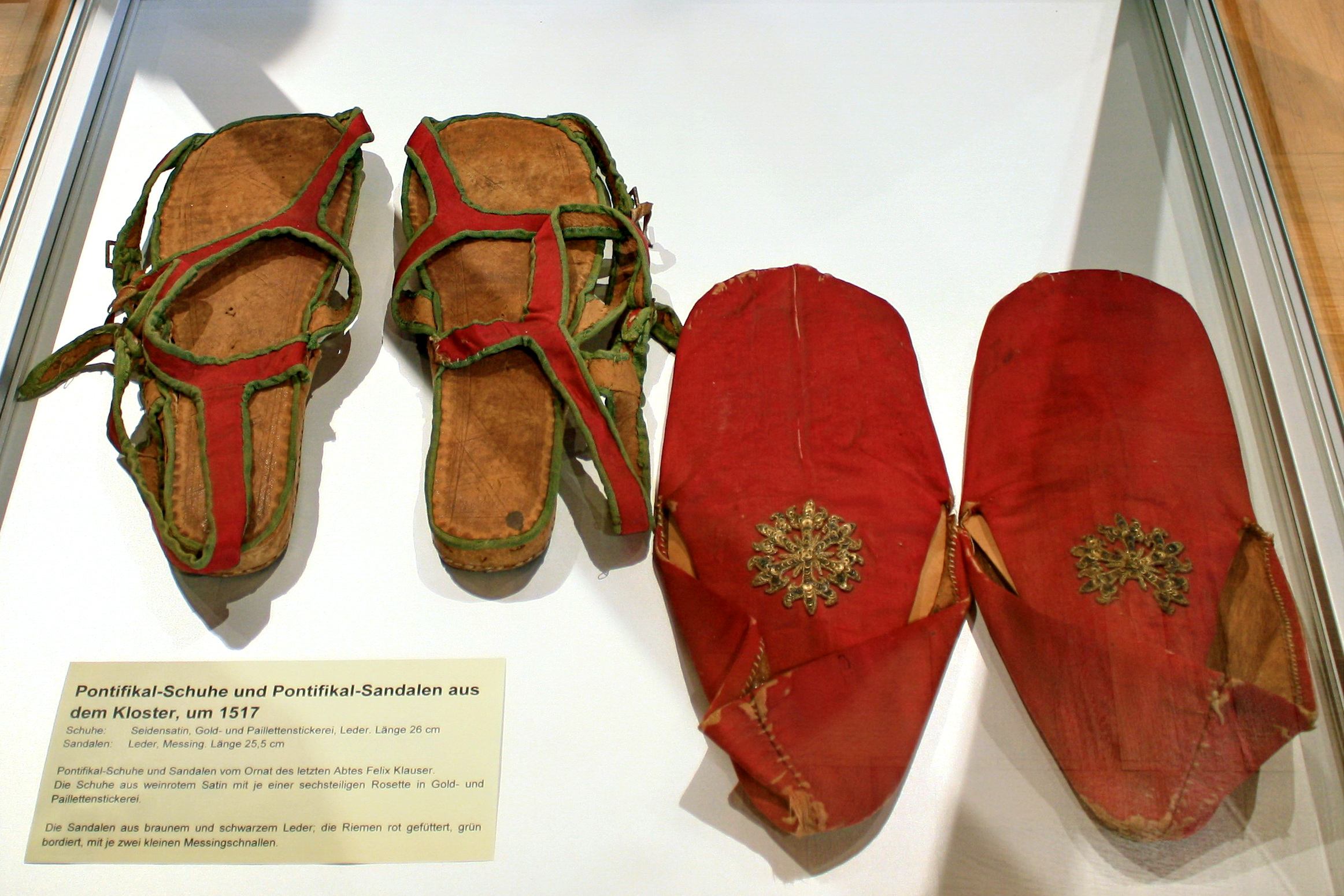
Литургические чулки (калиги) и литургические туфли (епископские сандалии)

Литургические чулки (лат. caligае) — элемент литургического облачения католического епископа, которые он надевает во время Мессы. Литургические чулки, как правило, шились и шьются из цветного (в цвет казулы и последующему литургическому облачению) или из белого шёлка, для понтификальной мессы они иногда украшаются золотым шитьём. Литургические чулки надевались епископом вместе со специальными литургическими туфлями (лат. sandalia). Цвет литургических чулок и туфель соответствовал предписанному литургией цвету, за исключением чёрного (чёрные литургические чулки традиционно считались привилегией римского папы).
Использование литургических чулок известно по меньшей мере с V века. С VIII века носятся на мессе исключительно епископами или прелатами под богослужебными туфлями.
Литургические чулки, как соответственно и литургические туфли, вышли из обихода в Римско-католической церкви в процессе литургической реформы во второй половине XX века, после II Ватиканского собора. Однако у католиков-традиционалистов эти элементы литургического облачения сохраняются. В современной Римско-католической церкви прелаты, которые служат Тридентскую мессу, также носят все элементы дореформенного литургического облачения.